# 马晓天
马晓天（1949年8月—），河南省巩义市人，出生于天津市
，中国人民解放军空军上将。中共第十六、十七、十八届中央委员会委員。曾任中国共产党中央军事委员会委员、中华人民共和国中央军事委员会委员。

## 生平
马晓天年少时居住在北京解放军政治学院的部队大院，小学在政治学院子弟小学（今北京市海淀区玉泉小学）度过。1965年7月，马晓天初中刚毕业，恰好遇到解放军空军来学校招收飞行员，报名后经身体素质、学习成绩等层层选拔，被选中成为预备飞行员。马晓天于1965年7月参加中国人民解放军，在空军第二航空预备学校担任学员学习飞行，1966年12月转入空军第十二航空学校成为正式学员，1968年5月毕业后留校成为飞行教员。1969年7月加入中国共产党。1970年12月至1972年1月，为空军第五航空学校学员。1972年1月至1983年5月，马晓天历任空军飞行员，中队长，副大队长，副团长（25岁时成为空军当时最年轻的飞行副团长），团长。1983年5月至1994年4月，历任空军航空兵师副师长，师长。其间，1993年5月至1994年4月在中国人民解放军国防大学基本系学习。
1994年4月自国防大学毕业后，任中国人民解放军空军第十军参谋长，后升为军长。1997年3月，任中国人民解放军空军副参谋长。1998年8月，任广州军区空军参谋长。1999年6月，任兰州军区副司令员兼兰州军区空军司令员。2001年1月，任南京军区副司令员兼南京军区空军司令员。2003年7月，任中国人民解放军空军副司令员。2006年8月，任中国人民解放军国防大学校长。2007年9月，任中国人民解放军副总参谋长。2012年10月，任中国人民解放军空军司令员，任至2017年8月。
1988年被授予空军大校军衔。1995年12月晋升空军少将军衔。2000年7月晋升空军中将军衔。2009年7月20日晋升空军上将军衔。
他是中共第十六、十七、十八届中央委员会委員。2012年11月，中共十八届一中全会决定他任中国共产党中央军事委员会委员，2013年3月15日第十二届全国人大第一次会议在人民大会堂举行第五次全体会议，决定他任中华人民共和国中央军事委员会委员。2018年3月退休。

## 家庭

### 父母
- 马载尧，中国人民解放军开国上校，中国人民解放军政治学院原教育长[2]
- 田薇，马载尧在北满独立二师的战友，曾任司令部直属队指导员[1]

### 夫人
- 张某，中央军委纪委原副书记张少华中将之女[7]

### 儿子
- 张昊，中国人民解放军空军航空兵装备武器飞行试验站与评估中心主任，空军大校，飞过多种机型，包括中国人民解放军空军最新型的歼-20战斗机，2014年拿下金头盔奖[3][8]